# Classmate PC

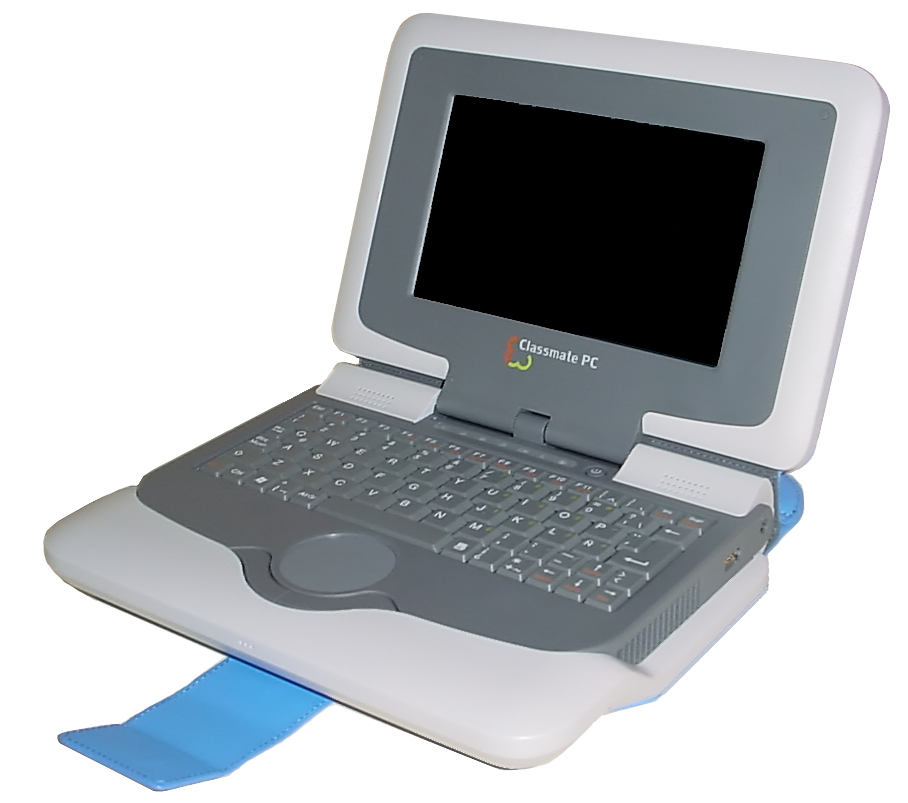
Classmate PC

Classmate PC – laptop zaprojektowany wspólnie przez Intel oraz Microsoft.
Intel Classmate PC jest oparty na technologiach firmy Intel, w przeciwieństwie do laptopa OLPC XO-1, opartego na technologiach AMD. Komputer Intela ma nieco mniejszy ekran od XO-1 (przekątna mniejsza o pół cala, tj. o 12,5 mm), ma być dostępny z systemem operacyjnym Windows XP lub Mandriva Linux, Rxart Linux. Komputer ma kosztować ponad $200.

## Specyfikacja techniczna
- Procesor: Celeron M 900 MHz
- Pamięć RAM: 256 MB
- Pamięć flash: 1 GB
- Wyświetlacz: 7" WVXGA (800×480) LCD